# Фил Урих
Филип Бенджамин «Фил» Урих (англ. Philip Benjamin "Phil" Urich) — персонаж Marvel Comics, впервые появляющийся в 125 выпуске Web of Spider-Man. Он был единственным персонажем, в образе которого Зелёный Гоблин отождествлялся как супергерой, а не как суперзлодей. Позже он стал злодеем под личностями Хобгоблина, Гоблин-рыцаря и Гоблин-короля.

## Биография

### Геройство как Зелёный Гоблин
Фил Урих — племянник знаменитого журналиста Бена Уриха из издательства «Дейли Бьюгл». Однажды он наткнулся на одно из старых убежищ Зелёного Гоблина. Обнаружив там оборудование супер-злодея, он надевает маску Гоблина и получает дозу сыворотки, дающей ему сверхчеловеческую силу и выносливость. Кроме  того он находит и остальное оборудование Гоблина — глайдер, набор бомб, электроперчатки и прочее.
Он пытается получить репутацию героя после смерти Гарри Озборна, последнего Зелёного Гоблина. Во время событий кроссовера «Натиск» Урих сражался с гигантским роботом Стражем, напавшим на Нью-Йорк. Он жертвует своим глайдером, направляя его в голову робота, но при взрыве кусок металла повреждает его маску, лишая его способности «Лунатического смеха» — испускания ультразвука. Фил не в состоянии починить оборудование и вынужден отказаться от роли Гоблина.
Позже он сформировал вместе с бывшей супер-героиней Микки Мусаси группу взаимопомощи «Одиночки», целью которой было отговорить подростков от попыток стать супер-героями и помощь бывшим молодым супер-героям в преодолении проблем, связанных с их геройством. Увидев поцелуй Микки и Криса Пауэлла (супер-героя Тёмноястреба), Фил испытает нервный срыв и крадёт амулет Тёмноястреба, превращаясь в его Гоблин-версию. Одиночки объединяются и побеждают Фила, тот сбегает.

### Злодейство как Хобгоблин
В следующий раз Фил Урих появляется в сюжете «Spider-Man: Big Time», где работает на своего дядю в газете «Фронт Лайн». Он стараясь впечатлить репортёра Нору Уинтерс, которая ему нравится и которая ищет материал о «банде Гоблинов», Фил идёт в найденное им убежище Хобгоблина. Там он встречает Дэниеля Кингсли, который выдаёт себя за своего брата Родерика, оригинального Хобгоблина. Кингсли хочет убить Уриха, но тот использует внезапно проявившуюся способность «Лунатический смех», для которой теперь не нужна маска Гоблина. Ультразвук оглушает Дэниеля и Фил его обезглавливает найденным плазменным мечом. Он берёт найденное оборудование, включающее кроме меча ещё и крылатый ракетный ранец, и называет себя Хобгоблином.
Урих становится одним из головорезов преступного босса Кингпина. Фил начинает использовать личину Хобгоблина, чтобы сблизиться с Норой. Во время одной из схваток Хобгоблина и Человека-Паука в бой вмешивается Родерик Кингсли, который решил убить Уриха, портящего репутацию Хобгоблина. Но потом соглашается оставить тому право носить это имя, если тот будет делиться добычей от преступлений.
Человек-Паук, в чьём теле в тот момент находился бывший злодей Доктор Осьминог Отто Октавиус, узнаёт личность Хобгоблина и рассказывает о ней по телевидению. Человек-Паук находит Уриха и побеждает его в схватке, отдавая его затем в руки полиции. При перевозке Уриха в тюрьму на полицейский конвой нападают подручные Зелёного Гоблина и освобождают Фила. Зелёный Гоблин в обмен на службу модернизирует снаряжение Уриха и нарекает его Гоблин-рыцарь. Участвовал в войне Гоблинов и стал свидетелем того, как Зелёный Гоблин убивает Хобгоблина. После боя, обнаруживает, что под маской Хобгоблина — не Кингсли. Он сжигает тело, чтобы скрыть от Гоблин-короля, что настоящий Хобголин ещё жив.